# Seymour Norte
Seymour Norte ist eine der Galápagos-Inseln. Die etwa zwei Quadratkilometer große Insel befindet sich 1,5 km nördlich der Insel Baltra, die auch Seymour Sur genannt wird, und ist von dieser durch den Canal del Norte getrennt. Dazwischen, im Canal del Norte, liegt die kleine Islote Moquera.
Bevölkert wird die Insel, auf der keine Menschen leben, von Fregattvögeln, Blaufußtölpeln, Landleguanen und Seelöwen.